# Theresienfeld
Theresienfeld là một thị xã thuộc huyện Wiener Neustadt-Land, Lower Austria, Áo.